# Panorama (Hayley Kiyoko)
Panorama è il secondo album in studio della cantante e attrice statunitense Hayley Kiyoko, pubblicato nel 2022.

## Tracce
1. Sugar at the Bottom – 3:06
2. Luna – 2:47
3. For the Girls – 2:38
4. Flicker Start – 2:41
5. Underground – 3:56
6. Forever (featuring Johnny Rain) – 3:43
7. Deep in the Woods – 3:09
8. Supposed to Be – 3:11
9. Chance – 3:21
10. Well... – 3:24
11. S.O.S. – 2:41
12. Found My Friends – 3:34
13. Panorama – 2:55